# Wereld Universiteitskampioenschappen schaatsen 2020
De Wereld Universiteitskampioenschappen schaatsen 2020 (2020 FISU World University Speed Skating Championship) was een langebaanschaatstoernooi georganiseerd door de International University Sports Federation (FISU). Het toernooi werd van 10 tot en met 12 maart 2020 gehouden op de Jaap Edenbaan in Amsterdam. Er deden meer dan 100 atleten uit meer dan 20 landen aan het toernooi mee en de wedstrijden werden live uitgezonden via AT5 en RTV Noord-Holland. De belangrijkste sponsoren van het toernooi waren de Universiteit van Amsterdam, de Hogeschool van Amsterdam, de Vrije Universiteit Amsterdam, provincie Noord-Holland en gemeente Amsterdam. Olympisch kampioene Esmee Visser was de ambassadeur van het evenement.
In eerste instantie was het toernooi gepland van dinsdag 10 tot en met vrijdag 13 maart, maar vanwege het oprukken van het Coronavirus in Nederland werd donderdag 12 maart besloten de nog volgende dag te schrappen, de gemengde ploegenachtervolging en de massastarts gingen dus niet door.

## Competitieprogramma
| Dinsdag 10 maart                                                                | Woensdag 11 maart                                                                   | Donderdag 12 maart                                                                                              | Vrijdag 13 maart                                                |
| ------------------------------------------------------------------------------- | ----------------------------------------------------------------------------------- | --- | --------------------------------------------------------------- |
| 11.40u 3000m vrouwen 12.45u 5000m mannen 14.30u 500m vrouwen 15.20u 500m mannen | 12.50u 1500m vrouwen 14.00u 1500m mannen 21.00u 5000m vrouwen 21.00u 10.000m mannen | 12.50u ploegenachtervolging vrouwen 13.35u ploegenachtervolging mannen 14.25u 1000m vrouwen 15.20u 1000m mannen | 12.30u gemengde ploegenachtervolging 14.20u finales massastarts |

## Podia

### Mannen
| Afstand              | Goud            | Zilver             | Brons            |
| -------------------- | --------------- | ------------------ | ---------------- |
| 500m                 | Yamato Matsui   | Ihnat Halavatsjoek | Wataru Morishige |
| 1000m                | Yamato Matsui   | Ihnat Halavatsjoek | Viktor Lobas     |
| 1500m                | Marcin Bachanek | Aleksandr Podolski | Viktor Rudenko   |
| 5000m                | Victor Ramler   | Ethan Cepuran      | Jeroen Janissen  |
| 10.000m              | Victor Ramler   | Ethan Cepuran      | Jeroen Janissen  |
| Ploegenachtervolging | Rusland         | Polen              | Nederland        |

### Vrouwen
| Afstand              | Goud               | Zilver              | Brons            |
| -------------------- | ------------------ | ------------------- | ---------------- |
| 500m                 | Irina Koeznetsova  | Kaja Ziomek         | Andżelika Wójcik |
| 1000m                | Sanneke de Neeling | Irina Koeznetsova   | Femke Beuling    |
| 1500m                | Sanne in 't Hof    | Sterre Jonkers      | Paulien Verhaar  |
| 3000m                | Esmee Visser       | Sterre Jonkers      | Sanne in 't Hof  |
| 5000m                | Esmee Visser       | Magdalena Czyszczoń | Sanne in 't Hof  |
| Ploegenachtervolging | Nederland          | Polen               | Wit-Rusland      |